# Cuzcodwergspecht
De Cuzcodwergspecht (Picumnus subtilis) is een vogel uit de familie Picidae (spechten).

## Verspreiding en leefgebied
Deze soort is endemisch in oostelijk Peru.